# Rabí
Rabí este o arie protejată (arie specială de conservare — SAC, sit de importanță comunitară — SCI) din Republica Cehă întinsă pe o suprafață de 2,8 ha, integral pe uscat.

## Localizare
Centrul sitului Rabí este situat la coordonatele 49°17′26″N 13°37′36″E / 49.290556°N 13.626667°E.

## Înființare
Situl Rabí a fost declarat sit de importanță comunitară în aprilie 2005 pentru a proteja 1 specie de animale. Situl a fost protejat și ca arie specială de conservare în septembrie 2017.

## Biodiversitate
Situată în ecoregiunea continentală, aria protejată nu include niciun habitat protejat.
La baza desemnării sitului se află o specie protejată de  nevertebrate: Vertigo angustior.